# Bertil Linde
Knut Bertil Hilding Linde (Stoccolma, 28 febbraio 1907 – Stoccolma, 25 marzo 1990) è stato un hockeista su ghiaccio svedese.

## Palmarès

### Olimpiadi invernali
- Argento a Sankt Moritz 1928 nell'hockey su ghiaccio.